# Bodiluddelingen 1980
Bodiluddelingen 1980 blev afholdt i 1980 i Imperial i København og markerede den 33. gang at Bodilprisen blev uddelt.
Morten Arnfreds Johnny Larsen blev uddelingens store vinder med fire priser; for bedste danske film, bedste mandlige hovedrolle til Allan Olsen, bedste mandlige birolle til Frits Helmuth og bedste kvindelige birolle til Berthe Qvistgaard.

## Vindere
| Bedste mandlige hovedrolle          | Bedste kvindelige hovedrolle          |
| ----------------------------------- | ------------------------------------- |
| - Allan Olsen for Johnny Larsen     | - ikke uddelt                         |
| Bedste mandlige birolle             | Bedste kvindelige birolle             |
| - Frits Helmuth for Johnny Larsen   | - Berthe Qvistgaard for Johnny Larsen |
| Bedste danske film                  | Bedste ikke-europæiske film           |
| - Johnny Larsen af Morten Arnfred   | - Manhattan af Woody Allen            |
| Bedste europæiske film              | Bedste dokumentarfilm                 |
| - Bliktrommen af Volker Schlöndorff | - ikke uddelt                         |